# Killian Scott
Cillian Damien Murphy (Kilmallock; 6 de julio de 1985) es un actor irlandés, conocido profesionalmente como Killian Scott. Es principalmente conocido por su papel como Tommy en la serie de RTÉ One Love/Hate.

## Vida personal
El más joven de seis hijos, Scott creció en Sandymount, Dublín, y asistió a St Michael's College en Ailesbury Road en Dublín 4. Sus hermanos incluyen al político de Fine Gael Eoghan Murphy y el dramaturgo Colin Murphy. Su interés en la actuación se inspiró en la actuación de su hermano Eoghan en una producción escolar de Hamlet. Estudió inglés y filosofía en el University College de Dublín antes de mudarse a Londres para estudiar en el Drama Center.

## Filmografía

### Cine
| Año  | Título                 | Papel           | Notas             |
| ---- | ---------------------- | --------------- | ----------------- |
| 2007 | Creatures of Knowledge | Matt            |                   |
| 2008 | Christian Blake        | Guard 2         |                   |
| 2009 | The Rise of the Bricks | Luke            | También guionista |
| 2012 | The Tragedy of Macbeth | Banquo          | Direct-to-DVD     |
| 2013 | The Rafters            | Jonathan        |                   |
| 2013 | Good Vibrations        | Ronnie Matthews |                   |
| 2013 | Black Ice              | Jimmy Devlin    |                   |
| 2014 | Calvary                | Milo Herlihy    |                   |
| 2014 | '71                    | James Quinn     |                   |
| 2014 | Get Up and Go          | Coilin          |                   |
| 2015 | Traders                | Harry Fox       |                   |
| 2016 | Trespass Against Us    | Kenny           |                   |
| 2018 | The Commuter           | Dylan           |                   |

### Televisión
| Año       | Título           | Papel                            | Notas                         |
| --------- | ---------------- | -------------------------------- | ----------------------------- |
| 2010–2014 | Love/Hate        | Tommy Daly                       | Papel principal, 27 episodios |
| 2010      | Single-Handed    | James Kerrigan                   | 3 episodios                   |
| 2011–2013 | Jack Taylor      | Cody Farraher                    | Papel principal               |
| 2014      | Call the Midwife | Declan Doyle                     | Episodio #3.6                 |
| 2014      | Siblings         | Bryn                             | Episode: "Burrito Neighbours" |
| 2016      | Ripper Street    | Asst. Commissioner Augustus Dove | temporadas 4–5                |
| 2017–2018 | Strike           | D.I. Eric Wardle                 |                               |
| 2017–2018 | Damnation        | Seth Davenport                   | Papel principal               |
| 2019      | Dublin Murders   | Detective Rob Reilly             | Papel principalr              |